# الحصاد (مسلسل)
الحصاد، مسلسل درامي تونسي عُرض في رمضان 1995 على قناة تونس 7. يتكون المسلسل من ثلاثين حلقة وهو من تأليف عبد القادر بن الحاج نصر وإخراج عبد القادر الجربي.

## القصة
في إطار درامي تشويقي، تدور أحداث المسلسل حول صراع الثروة والنفوذ والاستيلاء على الأراضي من أصحابها، مع تناول شريحة المتملقين لأصحاب النفوذ، ومحاولة التقرب منهم لتحقيق مصالح شخصية.

## الشخصيات
- المنصف الأزعر «فتحي»
- فتحي الهداوي «رضا»
- دليلة مفتاحي «دليلة»
- نور الدين بن عياد «الزاهي»
- جميل الجودي «توفيق»
- حطاب الذيب «صالح»
- شريف العبيدي «محمود»
- أمال سفطة «سلوى»